# Phyllopharyngea
Classe
Les Phyllopharyngea sont une classe de ciliés du sous-embranchement des Intramacronucleata.

## Liste des sous-taxons
Selon le World Register of Marine Species (1er avril 2022) :
- Sous-classe Chonotrichia Wallengren, 1895
  - Ordre Cryptogemmida
  - Ordre Exogemmida
- Sous-classe Cyrtophoria Fauré-Fremiet in Corliss, 1956
- Sous-classe Phyllopharyngia
  - Ordre Chlamydodontida
  - Ordre Dysteriida
- Sous-classe Rhynchodia Chatton & Lwoff, 1939
  - Ordre Hypocomatida
  - Ordre Rhynchodida
- Sous-classe Suctoria Claparède & Lachmann, 1858
  - Ordre Endogenida
  - Ordre Evaginogenida
  - Ordre Exogenida
  - Suctoria incertae sedis

## Systématique
La classe des Phyllopharyngea a été créée en 1974 par de Puytorac (d), Batisse (d), Bohatier (d), Corliss, Deroux (d), Didier (d), Dragesco, Fryd-Versavel (d), Grain (d), Grolière (d), Hovasse (d), Iftode (d), Laval (d), Roque (d), Savoie (d) et Tuffrau (d).

## Publication originale
- P. de Puytorac, A. Batisse, J. Bohatier, J.O. Corliss,, G. Deroux, P. Didier, J. Dragesco, G. Fryd-Versavel, J. Grain, C.-A. Grolière, R. Hovasse, F. Iftode, M. Laval, M. Rogue, A. Savoie et M. Tuffrau, 1974, « Proposition d'une classification du phylum Ciliophora Doflein, 1901 », Comptes Rendus de l'Académie de Sciences, Paris, vol. 278, p. 2799-2802.